# Ryuichi Abe
Ryūichi Abe (en japonés: 阿部 龍一 Abe Ryūichi?, 1954) es un teólogo, historiador y profesor japonés del Instituto Reischauer de Religiones Japonesas en la Universidad de Harvard. Hasta mayo de 2004, fue profesor de religión japonesa en los departamentos de religión y lenguas y cultura de Asia Oriental en la Universidad de Columbia.

## Biografía
Recibió su licenciatura en economía de la Universidad de Keiō y su maestría de la Escuela de Asuntos Internacionales Avanzados de la Universidad Johns Hopkins. Luego recibió su maestría y doctorado en estudios religiosos de la Universidad de Columbia. En 1991 comenzó a enseñar en Columbia y en 1998 se convirtió en profesor asociado de religiones japonesas en Kao. Recibió el premio Philip and Ruth Hettleman por su enseñanza distinguida.
Abe, a través de sus enseñanzas y libros, ha hecho una importante contribución a la comprensión occidental del budismo en Japón. Su libro sobre Kūkai, El tejido del mantra: Kūkai y la construcción del discurso budista esotérico, subraya el impacto de Kūkai en la sociedad japonesa del siglo IX. En una época en la que el discurso confuciano dominaba Japón, Kūkai desarrolló una “voz” para el budismo. También ha escrito sobre Ryōkan y Saichō.

## Libros
- The Weaving of Mantra: Kūkai and the Construction of Esoteric Buddhist Discourse. 1999.
- Great Fool: Zen Master Ryokan: Poems, Letters, and Other Writings (with Peter Haskel). 1996. PDF version online, 302p.: . Consultado el 22 de agosto de 2020.
- Saicho and Kukai: A Conflict of Interpretations. Japanese Journal of Religious Studies. Spring 1995, 22/1–2. PDF. version online, 35p.: . Consultado el 22 de agosto de 2020.